# 名言3・6・5
『名言3・6・5』（めいげんさんろくご）は、JFN系列の一部FM局で放送されていたラジオ番組である。

## 名言3・6・5
毎回、各界の著名人・有名人の発した言葉から1つを名言として紹介している。
2009年3月末まで10年近く落語家の立川志らくが出演し、名言と落語を結びつけたコメントすることが多かった。

### 当時の放送局
- 放送している多くの地域は月曜 - 金曜12:55 - 13:00である。
- ただし、放送時間が異なる局や、放送していない曜日がある局もある。
- FM沖縄でも放送されているが、こちらは帯番組としての放送ではなく、日曜に数回放送されている。
- エフエム山口では年末に自社番組の差替えで放送する。

## 「名言3・6・5〜日々是論語〜」
『名言3・6・5〜日々是論語〜』（めいげんさんろくご ひびこれろんご）は、2009年4月から放送されている。この番組はBGMをそのままに、DJが水原央に交代。様々な論語文を紹介している。水原は前年まで同系列『百万人の源氏物語』に出演していた。
番組自体は月 - 金の12:55 - 13:00（JFNC基本配信時間）である。
一部地域では、放送枠が引っ越した地域があるほか、新規ネット局が増えた（その殆どは『DAY BREAK』との抱き合わせ）。
また、7月からは東京地区でも放送開始された（6月末迄は『孔子のことば』を放送。JFNCでは3月で終了したが、東京では継続されていた）。
2009年10月5日より、水原に代わり、神田京子が出演している。2013年現在は宮崎美子が出演。
2010年3月までは、月 - 木の深夜28:55 - 29:00にも放送が行なわれており、昼間に放送されている地域とJFNC配信上は再放送に当たっていた。深夜の番組の大幅改編で、再放送はなくなり、東京などでは打ち切りとなった。
2016年9月に終了。後番組はこのコンセプトを受け継いだ『Words Of Wisdom -ときめく、言葉-』が放送開始予定。

### ネット局（2010.3まで）
この表では28:55 - 29:00のネット局を掲載する。うち、☆のついている局はこの時間は再放送扱い。局名の後ろに放送時間を掲載する。★は昼間に放送しているため、この時間は別番組を放送。局名の後ろに放送時間／番組を掲載する。
- エフエム沖縄 - 沖縄ではかつて日曜午後に数回に分けて放送していた。
- エフエム鹿児島（μFM）
- ☆エフエム宮崎（JOY FM）（12:55 - 13:00）
- エフエム熊本（FMK）
- エフエム佐賀（FMS）
- エフエム長崎（fm nagasaki）
- ★エフエム大分（Air-Radio FM）（9:55 - 10:00／パワープレイ）
- エフエム高知（Hi-Six）
- エフエム香川（Be fine!!）
- エフエム徳島
- エフエム山口（FMY）
山口では自社制作番組（エフエム山口の県政・市政番組）の休止の時の特別番組扱いで放送したことが有る。
- 広島エフエム放送（HFM）
- 岡山エフエム放送（FM-OKAYAMA）
- エフエム山陰（V-air）
- エフエム滋賀（e-radio）
- （火木は☆）三重エフエム放送（radio cube）（火・木・金のみ12:55 - 13:00）
- 岐阜エフエム放送（Radio80）
- 静岡エフエム放送（K-MIX）
- ☆福井エフエム放送（12:55 - 13:00）
- 富山エフエム放送（FMとやま）
- 長野エフエム放送（FM-NAGANO）
- エフエムラジオ新潟（FM NIIGATA）
- エフエム東京（TOKYO FM）（2009.7.1 - ）
- エフエム群馬（FMぐんま）
- エフエム栃木（レディオ・ベリー）
- エフエム福島（FMふくしま）
- エフエム山形（Boy FM）
- エフエム岩手
- （月 - 水は☆）エフエム秋田（AFM）（月 - 水のみ 12:55 - 13:00）
- ☆エフエム青森（12:55 - 13:00）
夏のお祭りシーズンにはお昼枠で交通規制、渋滞情報を放送するため、その期間のみ再放送枠が本放送扱いとなる。

## テーマ曲
- オープニング - G-クレフ「AYA」
- フィラー - ゴンチチ「a tempo」
- エンディング - G-クレフ「422 MEGA」